# Tamires Araújo
Tamires Araújo (n. 16 mai 1994, Rio de Janeiro, Rio de Janeiro, Brazilia) este o handbalistă din Brazilia care evoluează pe postul de pivot pentru clubul românesc CS Gloria 2018 Bistrița-Năsăud și echipa națională a Braziliei. Anterior, între 2019 și 2022, ea a jucat pentru o altă echipă românescă HC Dunărea Brăila.
Araújo a evoluat pentru naționala de handbal feminin a Braziliei la Jocurile Olimpice Rio de Janeiro 2016, Campionatele Mondiale din 2015, 2017 și 2019.
Tamires Araújo are o soră Monique Araújo campioană națională a Braziliei la haltere, care a concurat la Campionatul Mondial de Haltere din 2013.

## Palmares
- Campionatul Pan-American:
  -  Câștigătoare: 2015, 2017

- Campionatul Central și Sud-American:
  -  Câștigătoare: 2018

- Campionatul Pan-American pentru Tineret:
  -  Câștigătoare: 2014

- Liga Campionilor:
  - Sfertfinalistă: 2015
  - Grupe: 2018

- Liga Europeană:
  -  Finalistă: 2024
  - Sfertfinalistă: 2021

- Cupa EHF:
  - Sfertfinalistă: 2018

- Campionatul Braziliei:
  -  Câștigătoare: 2013

- Campionatul Ungariei:
  -  Medalie de argint: 2015

- Cupa Ungariei:
  -  Câștigătoare: 2015

- Campionatul Norvegiei:
  -  Medalie de argint: 2018

- Liga Națională:
  -  Medalie de bronz: 2023, 2024

- Cupa României:
  -  Medalie de bronz: 2024
  - Semifinalistă: 2023

## Performanțe individuale
- Pivotul echipei ideale All-Star Team la Campionatul Pan American de Handbal Feminin pentru Tineret: 2014;
- Cea mai bună marcatoare la Campionatul Pan American de Handbal Feminin pentru Tineret: 2014;